# Ersnäs
Ersnäs är en tätort i Luleå kommun. Orten ligger cirka 2–3 mil söder om Luleå och ligger nära Piteå kommun. Ersnäs är en av Sörbyarna, tillsammans med tätorterna Måttsund och Antnäs.
Ersnäs blev utsedd till Årets by i Luleå kommun 2014.

## Historia
I den första existerande landskapshandlingen från 1539 för dåvarande Västerbottens län hette byn "Eriksnes". Det fanns då 17 hushåll med 20 (manliga) personer. På den tiden registrerades aldrig kvinnor eller äldre barn så till vida kvinnorna inte var änkor och hade övertagit hemmanet efter den avlidne maken eller en dotter som blev kvar på gården efter föräldrarna avlidit.
När topograf och genealog Abraham Abrahamsson Hülphers vid mitten av 1700-talet gjorde sin resa genom hela Norrland, Norrbotten inkluderad, besökte han även Piteå socken. Vid visiten fick han höra den lokala historien om hur Ersnäs i Luleå socken fick sitt namn. I Piteå socken fanns först fyra bröder: Sjul, Sven, Henning och Erik. Sjul gav namn till byn Sjulnäs, Sven gav namn till Svensbyn och Henning till byn Hemmingsmark, alla i Piteå socken, medan Erik flyttade till Luleå socken och gav namnet till Ersnäs - det vill säga Eriks näs.
Hülphers beskrev också på sin resa 1758 en bro i Ersnäs . Det var en lång bro som gick över en mosse ifrån Ersnäs gästgivargård till Antnässkäret över en "utfallen hafs=fjärd". Den var 1430 alnar lång och byggd på 92 brokar. År 1780 byggdes den i sten och behövde därmed inte underhållas lika ofta som den gamla i trä. Stenbron var 900 alnar lång.

## Befolkningsutveckling
| Befolkningsutvecklingen i Ersnäs 1960–2020                                                          | Befolkningsutvecklingen i Ersnäs 1960–2020 | Befolkningsutvecklingen i Ersnäs 1960–2020 | Befolkningsutvecklingen i Ersnäs 1960–2020 | Befolkningsutvecklingen i Ersnäs 1960–2020 |
| --------------------------------------------------------------------------------------------------- | ------------------------------------------ | ------------------------------------------ | ------------------------------------------ | ------------------------------------------ |
| |                                            |                                            |                                            |                                            |
| År                                                                                                  |                                            |                                            | Folkmängd                                  | Areal (ha)                                 |
| 1960                                                                                                | 1960                                       |                                            | 269                                        |                                            |
| 1965                                                                                                | 1965                                       |                                            | 234                                        |                                            |
| 1975                                                                                                | 1975                                       |                                            | 290                                        |                                            |
| 1980                                                                                                | 1980                                       |                                            | 385                                        |                                            |
| 1990                                                                                                | 1990                                       |                                            | 342                                        | 49                                         |
| 1995                                                                                                | 1995                                       |                                            | 336                                        | 52                                         |
| 2000                                                                                                | 2000                                       |                                            | 324                                        | 52                                         |
| 2005                                                                                                | 2005                                       |                                            | 299                                        | 52                                         |
| 2010                                                                                                | 2010                                       |                                            | 292                                        | 52                                         |
| 2015                                                                                                | 2015                                       |                                            | 478                                        | 133                                        |
| 2020                                                                                                | 2020                                       |                                            | 492                                        | 134                                        |
| Anm.: Upphörde som tätort 1970. Ny tätort 1975. Sammanvuxen 2015 med småorten Ersnäs (västra delen) |                                            |                                            |                                            |                                            |

## Om orten
Med Dålakajen som hamn i byn, anlände många ångfartyg under slutet av 1800-talet. Genom Ersnäs rinner också Alån.
Byn har bl.a. en skola (F-6), en förskola, ett taxibolag, några verkstäder samt det bokningsbara värdshuset Ralph Lundsten-gården, där kompositören Ralph Lundsten växte upp.
Ersnäs har också en liten fotbollsförening, Ersnäs IF, som grundades 1933. Deras hemmaplan heter Pålbacka IP.

## Galleri

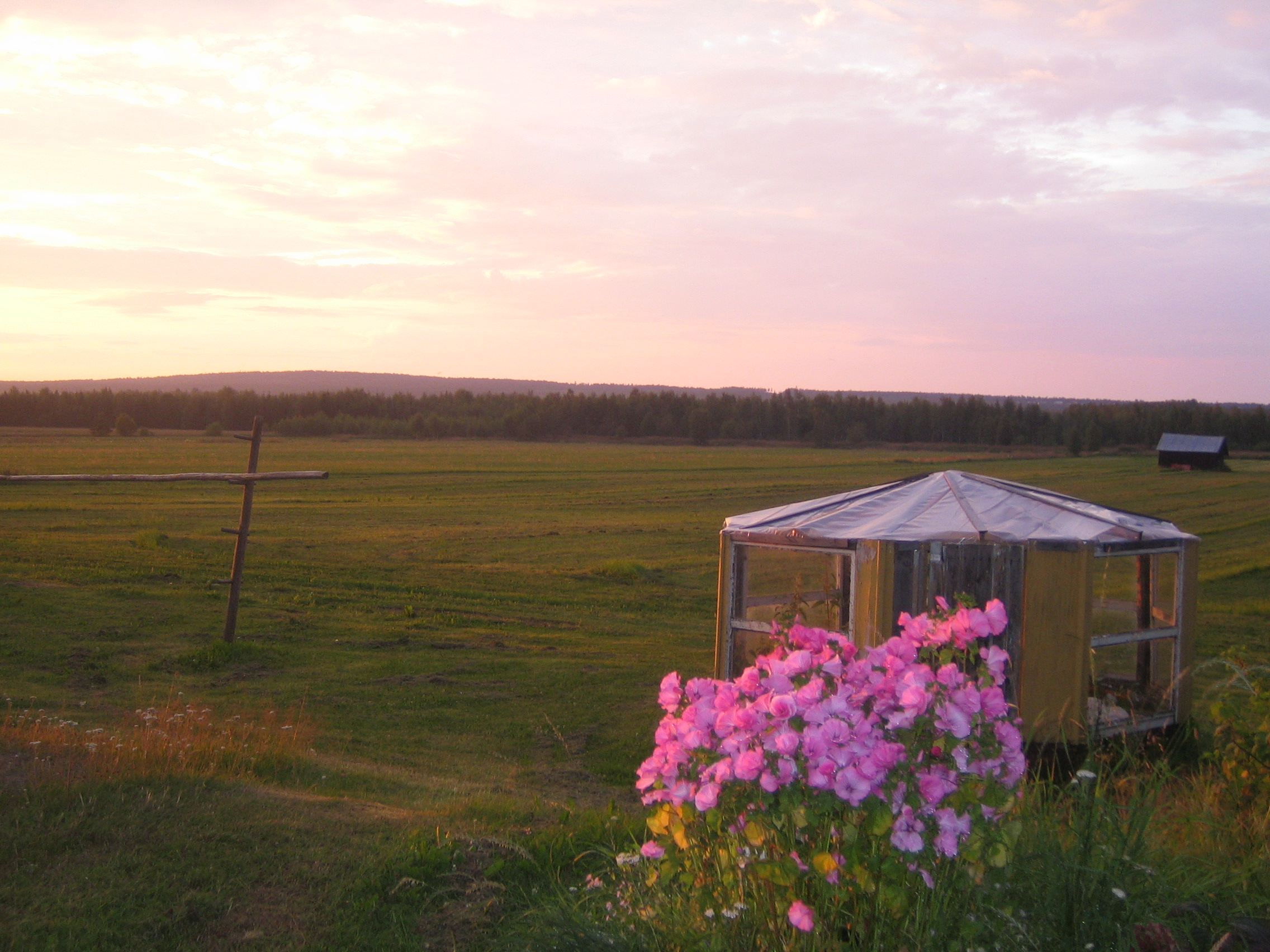
Vy över en åker i Ersnäs.
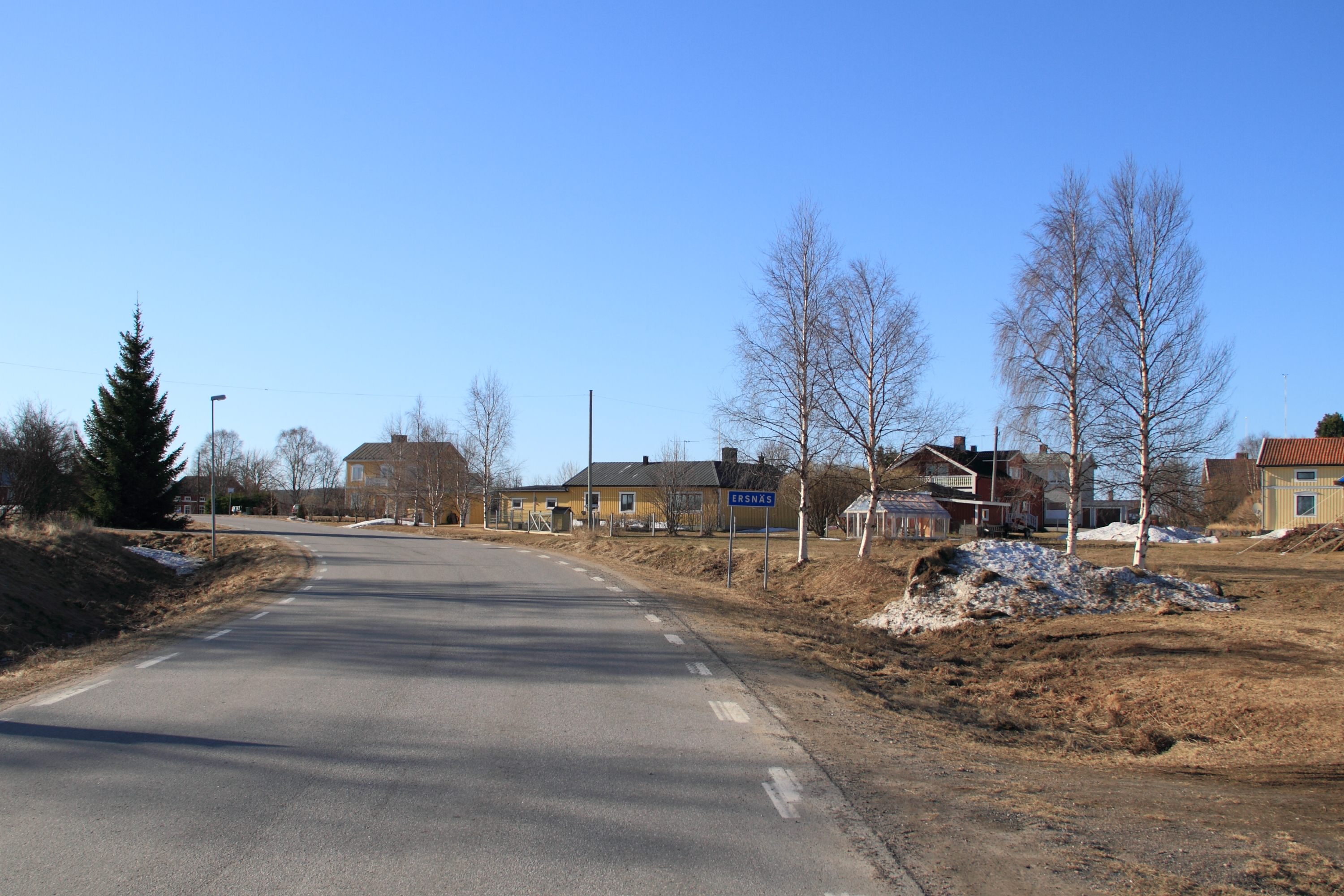
Infarten till Ersnäs.

Ersnäs är även mycket välkänt för sina stora potatisodlingar.